# Gisle Fenne
Gisle Fenne (Voss, 9 giugno 1963) è un ex biatleta norvegese.
È marito di Helga Øvsthus e padre di Hilde, a loro volta biatleti di alto livello.

## Biografia
In Coppa del Mondo ottenne il primo risultato di rilievo il 13 gennaio 1984 a Oberhof (12°), il primo podio il 18 gennaio 1986 ad Anterselva (3°) e l'unica vittoria il 11 marzo 1988 a Oslo Holmenkollen.
In carriera prese parte a due edizioni dei Giochi olimpici invernali, Calgary 1988 (30° nell'individuale, 6° nella staffetta) e Albertville 1992 (9° nell'individuale, 5° nella staffetta), e a otto dei Campionati mondiali, vincendo quattro medaglie.

## Palmarès

### Mondiali
- 4 medaglie:
  - 2 argenti (individuale a Feistritz 1989[3]; staffetta a Novosibirsk 1992)
  - 2 bronzi (staffetta a Feistritz 1989; staffetta a Lahti 1991)

### Coppa del Mondo
- 2 podi (entrambi individuali[2]), oltre a quello ottenuto in sede iridata e valido anche ai fini della Coppa del Mondo:
  - 1 vittoria
  - 1 terzo posto

#### Coppa del Mondo - vittorie
| Data          | Località          | Nazione  | Spec. |
| ------------- | ----------------- | -------- | ----- |
| 11 marzo 1988 | Oslo Holmenkollen | Norvegia | IN    |

Legenda:

IN = individuale